# Francisco José Lara
Pour les articles homonymes, voir Lara.
Lara  Ruiz est un nom espagnol. Le premier nom de famille, en général paternel, est Lara ; le second, en général maternel, souvent omis, est Ruiz.
Francisco José Lara Ruiz, né le 25 février 1977 à Grenade, est un coureur cycliste espagnol du début des années 2000.

## Biographie
Cycliste professionnel depuis 2001, ancien coéquipier de Christophe Moreau et de Jan Ullrich. Paco Lara a attendu l'année 2004, pour montrer ses qualités de grimpeur en terminant 14e de la Vuelta. En 2005, il signe chez T-Mobile dans le but d'aider Óscar Sevilla dans la montagne du Tour d'Espagne. En 2006, il rejoint l'équipe continentale professionnelle Andalucia-Paul Versan.

## Palmarès

### Palmarès amateur
- 1998
  - Clásica Ciudad del Sol
  - 4e étape du Tour de Tenerife
- 1999
  - Memorial Valenciaga
  - 2e du Tour d'Alava
- 2000
  - Trophée Iberdrola
  - Tour de Carthagène

### Palmarès professionnel
- 2004
  - 3e du championnat d'Espagne sur route

## Résultats sur les grands tours

### Tour d'Espagne
3 participations
- 2003 : 59e
- 2004 : 14e
- 2005 : abandon (16e étape)

### Tour d'Italie
1 participation
- 2002 : 46e